# BNP Paribas Masters 2012
BNP Paribas Masters 2012 — профессиональный теннисный турнир, в 41-й раз проводившийся в Париже, Франция на закрытых кортах с покрытием типа хард. Турнир имеет категорию ATP Masters 1000. Соревнования прошли с 29 октября по 5 ноября.
Прошлогодними чемпионами являются:
- Одиночный турнир —  Роджер Федерер
- Парный турнир —  Рохан Бопанна /  Айсам-уль-Хак Куреши.

## Соревнования

### Одиночный разряд
Давид Феррер обыграл  Ежи Яновича со счётом 6-4, 6-3.
- Феррер впервые побеждает на турнире серии ATP Masters 1000.

### Парный разряд
Махеш Бхупати /  Рохан Бопанна обыграли  Айсама-уль-Хака Куреши /  Жана-Жюльена Ройера со счётом 7-66, 6-3.
- Бхупати выигрывает 2й титул в сезоне и 51й за карьеру в основном туре ассоциации.
- Бопанна выигрывает 2й титул в сезоне и 7й за карьеру в основном туре ассоциации.